# Nebitçi FT
Nebitçi FT, tidigare FK Balkan (2010–2018), är en turkmenisk fotbollsklubb baserad i staden Balkanabat. Klubben spelar i Turkmenistans högstaliga, Ýokary Liga. 

## Historia
I maj 2010 bytte klubben till sitt nuvarande namn från dåvarande Nebitji Balkanabat efter beslut från den turkmeniska fotbollsfederationen. Klubben grundades 1960, och har vunnit den turkmeniska ligan fyra gånger, senast år 2012. 
Klubben har även varit med i AFC-cupen, men aldrig tagit sig vidare från gruppspelet.

## Hemmaarena
Hemmaarena är Balkanabat-stadion, med en publikkapacitet på 10 000 åskådare.

## Meriter
- Ýokary Liga[2]
  - Klubben var mästare (4): 2004, 2010, 2011, 2012
  - Silver: 1992, 2000, 2003, 2006, 2009
  - Brons: 1993, 1995, 2001, 2005, 2007, 2008
- Turkmenistanska cupen[3]
  - Vinnare (4): 2003, 2004, 2010, 2012
  - Finalist: 1998, 1999, 2001
- Turkmenistanska supercupen
  - Vinnare (3): 2006, 2011, 2012
  - Tvåa:

## Placering tidigare säsonger

### Nebitçi FT
| Säsong  | Nivå | Liga        | Placering | Referens | Notering |
| ------- | ---- | ----------- | --------- | -------- | -------- |
| 1992    | 1    | Ýokary Liga | 2         | [ 4 ]    |          |
| 1993    | 1    | Ýokary Liga | 3         | [ 5 ]    |          |
| 1994    | 1    | Ýokary Liga | 7         | [ 6 ]    |          |
| 1995    | 1    | Ýokary Liga | 3         | [ 7 ]    |          |
| 1996    | 1    | Ýokary Liga | 6         | [ 8 ]    |          |
| 1997/98 | 1    | Ýokary Liga | 4         | [ 9 ]    |          |
| 1998/99 | 1    | Ýokary Liga | 4         | [ 10 ]   |          |
| 2000    | 1    | Ýokary Liga | 2         | [ 11 ]   |          |
| 2001    | 1    | Ýokary Liga | 3         | [ 12 ]   |          |
| 2002    | 1    | Ýokary Liga | 5         | [ 13 ]   |          |
| 2003    | 1    | Ýokary Liga | 2         | [ 14 ]   |          |
| 2004    | 1    | Ýokary Liga | 1         | [ 15 ]   | Mästare  |
| 2005    | 1    | Ýokary Liga | 3         | [ 16 ]   |          |
| 2006    | 1    | Ýokary Liga | 2         | [ 17 ]   |          |
| 2007    | 1    | Ýokary Liga | 3         | [ 18 ]   |          |
| 2008    | 1    | Ýokary Liga | 3         | [ 19 ]   |          |
| 2009    | 1    | Ýokary Liga | 2         | [ 20 ]   |          |

### Balkan FT
| Säsong | Nivå | Liga        | Placering | Referens      | Notering |
| ------ | ---- | ----------- | --------- | ------------- | -------- |
| 2010   | 1    | Ýokary Liga | 1         | [ 21 ]        | Mästare  |
| 2011   | 1    | Ýokary Liga | 1         | [ 22 ]        | Mästare  |
| 2012   | 1    | Ýokary Liga | 1         | [ 23 ]        | Mästare  |
| 2013   | 1    | Ýokary Liga | 2         | [ 24 ]        |          |
| 2014   | 1    | Ýokary Liga | 6         | [ 25 ]        |          |
| 2015   | 1    | Ýokary Liga | 2         | [ 26 ] [ 27 ] |          |
| 2016   | 1    | Ýokary Liga | 2         | [ 28 ]        |          |
| 2017   | 1    | Ýokary Liga | 4         | [ 29 ]        |          |
| 2018   | 1    | Ýokary Liga | 8         | [ 30 ]        |          |

### Nebitçi FT
| Säsong | Nivå | Liga        | Placering | Referens      | Notering |
| ------ | ---- | ----------- | --------- | ------------- | -------- |
| 2019   | 1    | Ýokary Liga | 7         | [ 31 ]        |          |
| 2020   | 1    | Ýokary Liga | 7         | [ 32 ]        |          |
| 2021   | 1    | Ýokary Liga | 7         | [ 33 ] [ 34 ] |          |
| 2022   | 1    | Ýokary Liga | 7         | [ 35 ]        |          |
| 2023   | 1    | Ýokary Liga | 3         | [ 36 ]        |          |
| 2024   | 1    | Ýokary Liga | 7         | [ 37 ]        |          |